# Hueso sesamoideo
Un hueso sesamoideo es un hueso pequeño y redondeado incrustado en un tendón sometido a compresión y a fuerza de tensión habituales. Los huesos sesamoideos se encuentran en diversas articulaciones del cuerpo.
Su nombre viene porque su forma se asemeja a la de una semilla de sésamo.

## Función
Los sesamoideos del pie, actuando como polea para los tendones, ayudan a que el primer dedo del pie se mueva normalmente y proporcione una acción de palanca, cuando el dedo gordo “empuja” al caminar y correr. También sirven como una superficie que soporta el peso para el primer hueso metatarsiano (el hueso largo que se conecta con el dedo gordo del pie), absorbiendo el peso que se aplica en la bola del pie al caminar, correr y saltar.
En los miembros superiores normalmente se hallan en la articulación de la cara palmar de la mano. Los dos más comunes están en los tendones de las dos porciones del flexor corto del pulgar, en la articulación metacarpofalángica. En los miembros inferiores el sesamoideo de mayor tamaño es la rótula. Otro sesamoideo situado en la parte posterior de la rodilla es la fabela, localizado en el espesor del tendón del gemelo externo, y que en ocasiones puede confundirse con un cuerpo libre interarticular. Los huesos sesamoideos, además de en las articulaciones, pueden hallarse en los tendones del miembro superior, o a veces en el tendón del bíceps braquial, también se observan en los tendones de las extremidades superiores. En algunas situaciones se produce inflamación a nivel de los hacecillos, principalmente en la base del dedo gordo, produciéndose una sesamoiditis.

## Articulaciones donde se encuentran los huesos sesamoideos

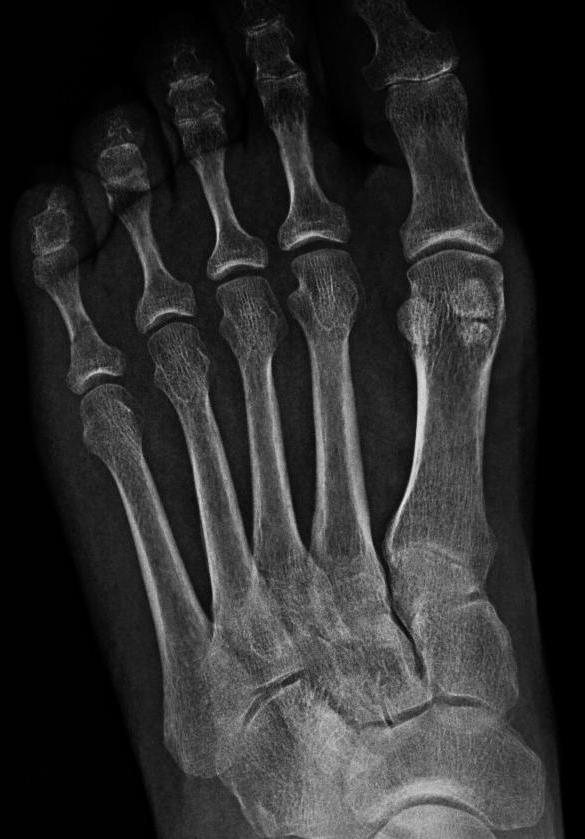
Huesos sesamoideos sobre la cabeza del primer metatarsiano del pie izquierdo de una mujer adulta

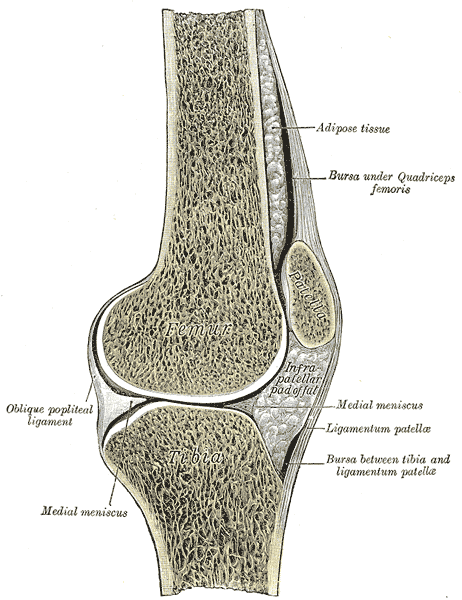
Sección sagital de la rodilla derecha.

### Miembros superiores
1. Articulación de la cara palmar de las manos
2. Articulación metacarpofalángica.
3. Articulación metacarpofalángica de los dedos medio y anular.
4. Articulación del índice.
5. Articulación interfalángica del pulgar.
6. Articulación interfalángica distal del dedo índice.
7. huesos del carpo excepto el escafoides.

### Miembros inferiores
1. Articulación metatarsofalángica.
2. Articulación del primer y segundo dedo o entre el tercer y el cuarto.
3. Articulación interfalángica de dedo gordo.
4. Articulación rodilla cara posterior (fabella)

## Tendones donde se encuentran los huesos sesamoideos
1. Tendón del bíceps braquial.
2. Tendón de la extremidad inferior.
3. Tendón del peroneo lateral largo.
4. Tendón tibial posterior.
5. Tendón tibial anterior.
6. Tendón de psoas mayor.
7. Tendón de los gastromnemios. (Gemelos)

- Datos: Q1365684
- Multimedia: Sesamoid bone / Q1365684